# Kalavoor
Kalavoor är en ort i Indien.   Den ligger i distriktet Alappuzha och delstaten Kerala, i den södra delen av landet, 2 100 km söder om huvudstaden New Delhi. Kalavoor ligger 8 meter över havet och antalet invånare är 29 564.
Terrängen runt Kalavoor är mycket platt. Havet är nära Kalavoor västerut. Runt Kalavoor är det mycket tätbefolkat, med 2 431 invånare per kvadratkilometer. Närmaste större samhälle är Alleppey, 8,9 km söder om Kalavoor. I omgivningarna runt Kalavoor växer huvudsakligen savannskog.